# Armeense meeuw
De Armeense meeuw (Larus armenicus) is een vogel uit de familie Laridae.

## Kenmerken
De Armeense meeuw lijkt sterk op de geelpootmeeuw. De vogel is 50 tot 56 cm lang en heeft een spanwijdte van 115 tot 135 cm. De meeuw is gemiddeld iets kleiner dan de geelpootmeeuw en heeft een kortere, dikke snavel en een rondere kop. Volwassen vogels hebben meestal een zwarte band op het einde van de snavel, de snavelpunt is echter weer licht en het oog is donker.

## Verspreiding en leefgebied
Deze soort broedt bij de meren in de Kaukasus tot in westelijk Turkije en tot in het noordoosten van Iran. Ze overwinteren in het oostelijk deel van de Middellandse Zee en aan de Rode Zee en het noorden van de Perzische Golf. De vogel broedt langs stenige, met gras begroeide oevers van bergmeren en verblijft 's winters langs grote meren en in kustwateren.

## Status
De grootte van de populatie is in 2021 geschat op 45-73 duizend volwassen vogels. Op de Rode lijst van de IUCN heeft deze soort de status niet bedreigd.

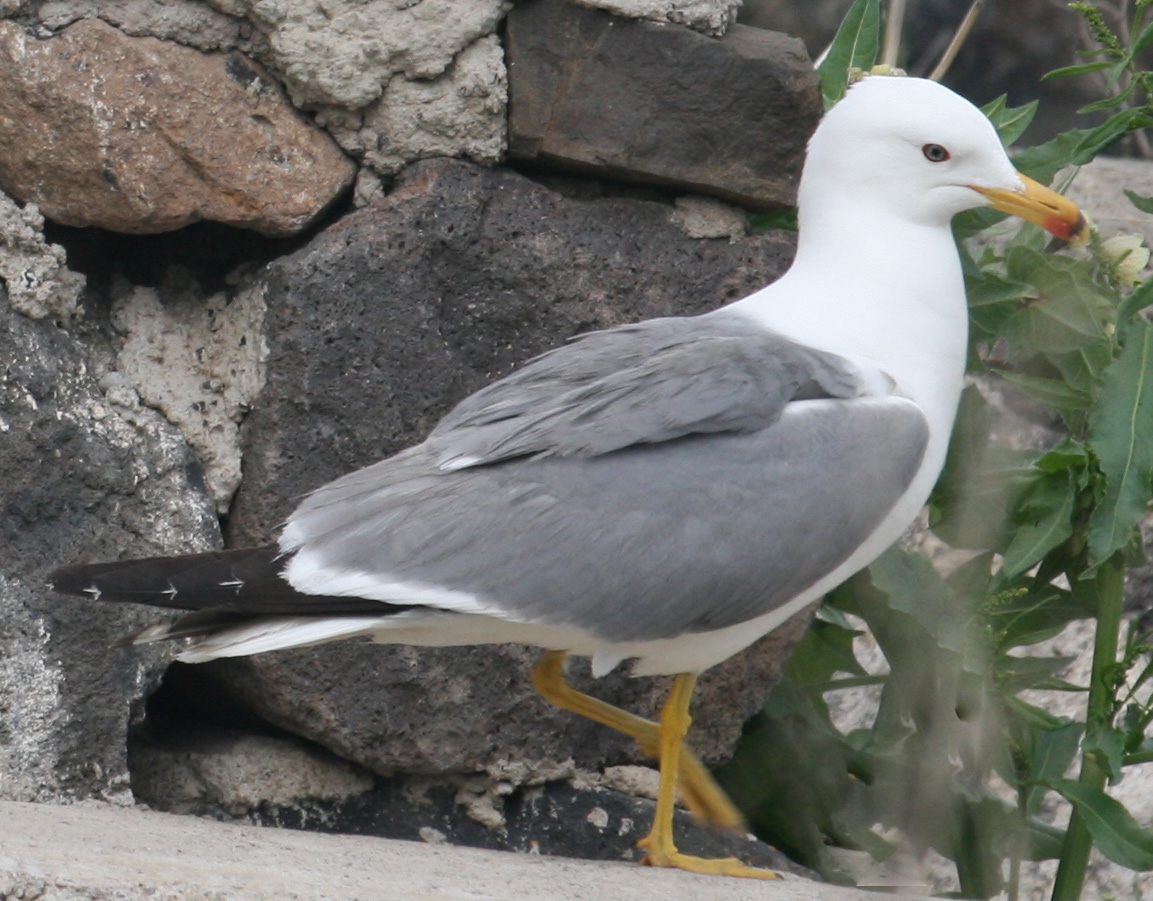